# Marcus Garrett
Marcus Garrett, né le 9 novembre 1998 à Dallas dans le Texas, est un joueur américain de basket-ball évoluant au poste de meneur. Il mesure 1,95 m.

## Biographie

### Carrière universitaire
Entre 2017 et 2021, il joue pour les Jayhawks du Kansas.
Ayant terminé son cursus universitaire, il est automatiquement éligible à la draft NBA 2021.

### Carrière professionnelle
En septembre 2021, il signe un contrat two-way en faveur du Heat de Miami pour la saison à venir. Il est coupé le 16 janvier 2022.

## Statistiques

### Universitaires
Les statistiques de Marcus Garrett en matchs universitaires sont les suivantes :
| Saison    | Équipe   | Matchs | Titul. | Min./m | % Tir | % 3pts | % LF | Rbds/m. | Pass/m. | Int/m. | Ctr/m. | Pts/m. |
| --------- | -------- | ------ | ------ | ------ | ----- | ------ | ---- | ------- | ------- | ------ | ------ | ------ |
| 2017-2018 | Kansas   | 39     | 7      | 19,2   | 45,6  | 26,7   | 49,0 | 3,40    | 1,10    | 0,90   | 0,20   | 4,10   |
| 2018-2019 | Kansas   | 30     | 13     | 27,9   | 42,2  | 24,5   | 58,7 | 4,20    | 1,90    | 1,40   | 0,30   | 7,30   |
| 2019-2020 | Kansas   | 31     | 31     | 32,2   | 44,2  | 32,7   | 60,9 | 4,50    | 4,60    | 1,80   | 0,30   | 9,20   |
| 2020-2021 | Kansas   | 29     | 29     | 33,0   | 45,9  | 34,8   | 80,8 | 4,60    | 3,70    | 1,60   | 0,30   | 11,00  |
| Carrière  | Carrière | 129    | 80     | 27,4   | 44,5  | 30,2   | 63,5 | 4,10    | 2,70    | 1,40   | 0,30   | 7,60   |

## Distinctions personnelles
- Naismith Defensive Player of the Year (2020)
- Second-team All-Big 12 (2021)
- Third-team All-Big 12 (2020)
- Big 12 Defensive Player of the Year (2020)
- 3× Big 12 All-Defensive Team (2019–2021)